# Gustav Baumbach
Gustav Alexander Baumbach (* 5. Juni 1838 in Altenburg; † 9. Januar 1920 in Oesdorf) war ein deutscher Kaufmann und Politiker (NLP).
Baumbach war der Sohn des Obersten Ernst Carl Baumbach. Er heiratete am 17. Februar 1867 in Oesdorf Hermine Auguste Caroline Lisette Rhein. Er war Kaufmann in Oesdorf. Vom 30. Oktober 1892 bis zu dessen Auflösung 1919 gehörte er dem Landtag von Waldeck-Pyrmont an. 1909–1914 war er dort Landtagspräsident.